# Alpens
Alpens je katalánská obec ležící v provincii Barcelona, comarca Osona.
Dne 9. července 1873, během třetí karlistické války, se konala bitva o Alpens, ve které Francesc Savalls i Massot porazil liberály pod velením brigádního generála Cabrinetty, který zemřel v boji.

## Obecní syboly
Znak obce byl přijat v roce 1991. Zobrazuje vrchol Roca de Pena, která stojí na území obce a berlu opatů z Ripollu, pod jejichž jurisdikci obec spadala.

## Kulturní dědictví
- románský kostelík Sant Pere de Serrallonga z 10. století
- barokní kostel Santa Maria z roku 1708

## Vývoj počtu obyvatel
| Rok            | 1900 | 1930 | 1950 | 1970 | 1990 | 2000 | 2006 | 2014 |
| Počet obyvatel | 470  | 529  | 449  | 292  | 249  | 264  | 307  | 300  |